# Giacomo Groppi
Giacomo Groppi, auch Jacques Groppi (* 1863; † 1958), war ein Schweizer Konditor, Gastronom und Unternehmer, der 1920 das gleichnamige Café Groppi in Kairo gründete.

## Lebensweg
Giacomo Groppi stammte aus dem Tessin und kam nach der Ausbildung zum Konditor und Zuckerbäcker während seiner Lehr- und Wanderjahre über Marseille nach Alexandria, wo er 1890 sein erstes Café eröffnete. Im selben Jahr wurde sein Sohn Achille geboren.
Bekannt als Chocolatier, der die Königshäuser im Nahen Osten belieferte und als Erster Schlagsahne in Ägypten anbot, verkaufte er 1906 seine beiden Konditoreien und wollte sich zur Ruhe setzen. Schon kurze Zeit später verlor er jedoch einen Großteil seines Vermögens und war gezwungen, erneut ins Konditoreigeschäft einzusteigen.
1909 eröffnete Groppi sein erstes Café in Kairo, mit dem er an die früheren Erfolge in Alexandria anknüpfen konnte. In den 1920er Jahren kam mit der Industrie du Froid eine Eisfabrik dazu, mit der er die Ägypter mit Speiseeis versorgte. Auch Sohn Achille war mittlerweile in der Firma tätig, die um eine Imbiss-Kette und einen Catering-Service vergrößert wurde. Das 1925 am heutigen Midan Talaat Harb eröffnete Stammhaus entwickelte sich zu einem gesellschaftlichen und kulturellen Zentrum Kairos. Nach dem Krieg und dem Tod Achilles begann der Niedergang des Cafés und Giacomo Groppi ging erneut in seine Schweizer Heimat zurück, wo er 1958 starb.

## Groppi als Sammler
Einen Namen machten sich Giacomo und Achille Groppi als Sammler altägyptischer Kunst, insbesondere Glas, Keramik und Kleinplastiken. Eine umfangreiche Ausstellung zeigte das Antikenmuseum Basel im Jahr 2008. Ein Teil der Sammlung wurde 2012 in London versteigert.